# إيفان كاوفمان
إيفان كاوفمان (بالألمانية: Evan Kaufmann) (و. 1984  م) هو لاعب هوكي الجليد، من ألمانيا، ولد في بليموث، يلعب كمهاجم ‏.

## روابط خارجية
- إيفان كاوفمان على موقع EliteProspects.com (الإنجليزية)
- إيفان كاوفمان على موقع Eurohockey.com (الإنجليزية)
- إيفان كاوفمان على موقع HockeyDB.com (الإنجليزية)